# Fujiwara no Gōshin

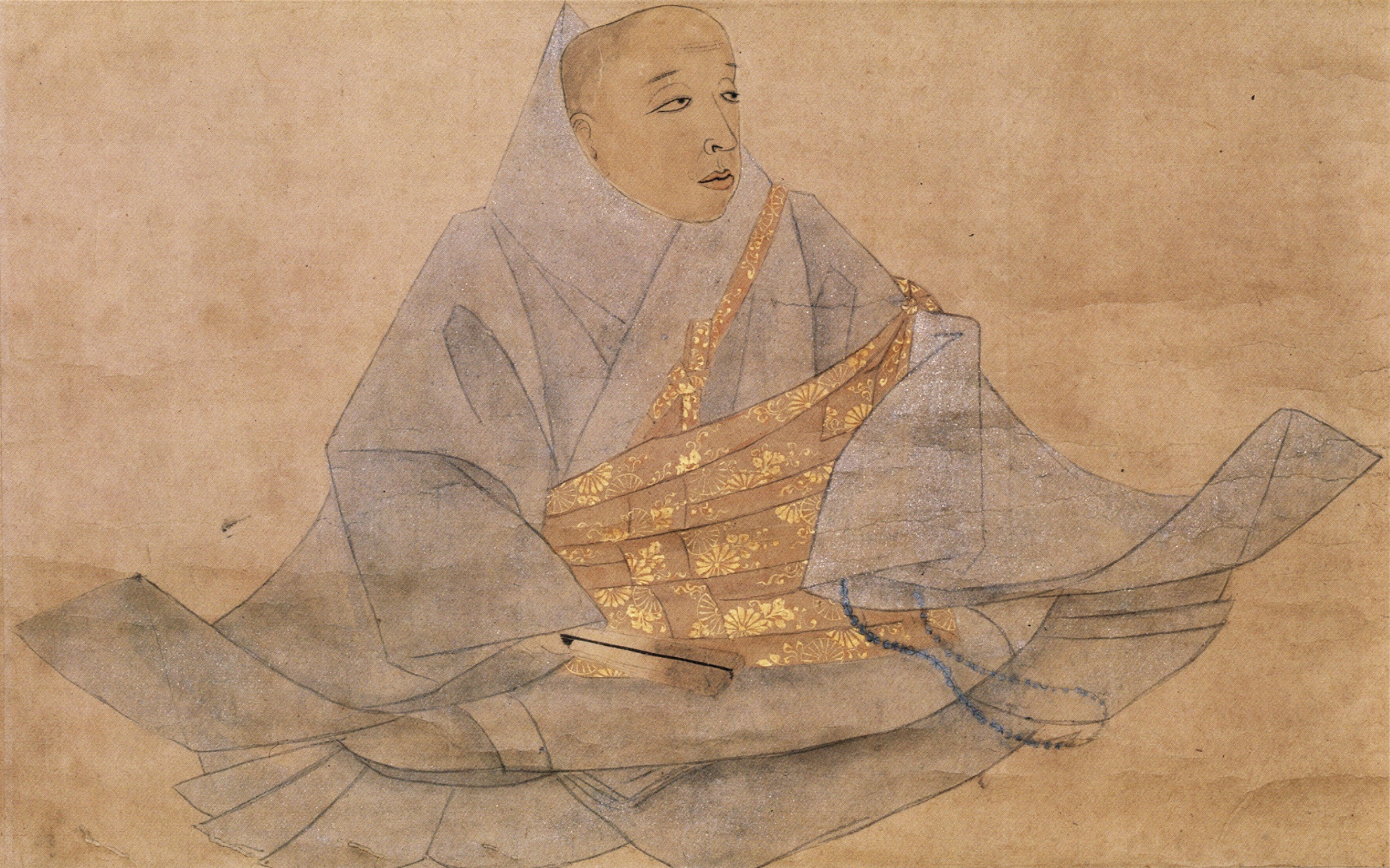
Portait de l’empereur Hanazono, par Gōshin, 1338, Kannon-dō, Chōfuku-ji.

Fujiwara no Gōshin est un nom japonais traditionnel ; le nom de famille (ou le nom d'école) précède donc le prénom (ou le nom d'artiste).
Fujiwara no Gōshin (藤原豪信), plus communément Gōshin (豪信), était un peintre et moine bouddhique japonais de style yamato-e, descendant et dernier représentant de la lignée de portraitistes inaugurée par Fujiwara no Takanobu et Fujiwara no Nobuzane. Il peignait comme ses ancêtres des portraits de type nise-e. Parmi ses œuvres connues figurent les rouleaux des Portraits des empereurs et des régents (天子摂関御影, Tenshi sekkan miei, collections impériales) réalisés avec son père ou grand-père Fujiwara no Tamenobu et le portrait de l’empereur Hanazono (1338, Kannon-dō, Chōfuku-ji),,,.